# Dieter Farny
Dieter Farny (* 21. Februar 1934 in Karlsruhe; † 13. Dezember 2013 in Köln) war ein deutscher Wirtschaftswissenschaftler. Der Schwerpunkt seiner Arbeit lag im Versicherungswesen.

## Beruflicher Werdegang
Farny besuchte zunächst in seiner Heimatstadt Karlsruhe das Realgymnasium und absolvierte anschließend eine kaufmännische Lehre. 1954 ging er zum Betriebswirtschaftsstudium an die Universität zu Köln, wo er promoviert wurde und sich 1963 habilitierte. Sein Lehrer war Paul Braess. Zunächst blieb er als Privatdozent an der Kölner Hochschule, ehe er 1965 einem Ruf der Universität Mannheim folgte. Dort besetzte er den neu gegründeten Lehrstuhl für Allgemeine Betriebswirtschaftslehre, Risikotheorie, Portfolio Management und Versicherungswirtschaft. 1972 nach der Emeritierung seines Lehrers wurde er als Nachfolger auf dessen Lehrstuhl an der Universität Köln berufen. Hier blieb er bis zu seiner Emeritierung als Direktor der Abteilung Versicherungswirtschaft und geschäftsführender Direktor des Instituts für Versicherungswissenschaft.
Farny machte sich durch zahlreiche Schriften um die Entwicklung der Versicherungswissenschaft in Deutschland verdient. Sein 1989 in erster Auflage erschienenes Buch „Versicherungsbetriebslehre“ avancierte schnell zum Standardwerk und wurde mehrfach neu aufgelegt, zuletzt 2011 in fünfter Auflage.